# زاري الحسي (أسلم)

تعديل مصدري - تعديل

زاري الحسي هي إحدى قرى عزلة أسلم الوسط بمديرية أسلم التابعة لمحافظة حجة، بلغ تعداد سكانها 119 نسمة حسب تعداد اليمن لعام 2004.